# Streptocaulon albicans
Streptocaulon albicans là một loài thực vật có hoa trong họ La bố ma. Loài này được Jean Louis Marie Poiret miêu tả khoa học đầu tiên năm 1804 dưới danh pháp Periploca albicans. Năm 1837 hoặc năm 1838 George Don chuyển nó sang chi Streptocaulon.